# 庆虎
庆虎（？—前550年），妫姓，庆氏，中国春秋时期陈哀公时陈国正卿，陈桓公五世孙。
庆虎和弟弟庆寅执掌国政。陈哀公十六年（前553年，鲁襄公二十年），因畏公子黄夺取他们的权力，在楚康王面前挑拨说：公子黄与蔡国司马公子燮同谋叛楚国归附晋国。楚国因此出兵伐陈国。公子黄到楚国向楚王辩解，言非其罪，指责庆氏无道，专权陈国，蔑视国君。楚王召见庆虎、庆寅，“二庆”不敢自往，派庆乐去楚国，被楚人杀死。陈哀公十九年（前550年，鲁襄公二十三年），庆虎利用陈侯朝楚之机，带领陈国背叛楚国。夏季，屈建随陈哀公后来包围陈国。陈国人筑城，夹板掉下来，庆氏兄弟就杀死了筑城人。筑城的人互相传令，各自杀死他们的工头，于是乘机杀死了庆虎、庆寅。楚国人把公子黄送回陈国。《左传》认为：“庆氏不义，不可肆也。《书经》曰：‘惟命不于常（天命不能常在）。’” 